# Kotophora botelensis
Kotophora botelensis är en insektsart som först beskrevs av Matsumura 1938.  Kotophora botelensis ingår i släktet Kotophora och familjen spottstritar. Inga underarter finns listade i Catalogue of Life.